# Symfonisch deel
Symfonisch deel is een onvoltooid werk van Dmitri Sjostakovitsj.

## Geschiedenis
Sjostakovitsj meldde in 1944 dat hij begon aan zijn Symfonie nr. 9, de afsluiting van een oorlogstrilogie met nr. 7 voor heldendom in de stad Leningrad en nummer 8 over de verschrikkingen. Nummer 9 zou dan weer moeten gaan over de heldendaden van het Russische leger etc. Hij wilde een grote opzet: solisten, koor en orkest. In begin 1945 besprak Sjostakovitsj het werk nog met leerling Makarov en zei dat het werk, in tegenstelling tot eerder werken, zou beginnen met een deel in een (redelijk) snel tempo. allegro. De componist ging voortvarend te werk, maar kreeg steeds meer twijfels. Hij vergeleek zijn eigen werk met de negende symfonie van Ludwig van Beethoven en was niet tevreden. In juni 1945 brak hij het werk aan deze negende symfonie af, hij zou er in deze gedaante nooit komen. Er bleef enkel een manuscript over van 321 maten en ook een pianoversie. Sjostakovitsj pakte het nog even op en integreerde het in een Sonate voor viool, maar ook dat werk werd niet voltooid. Uiteindelijk werden er delen gebruikt voor zijn tiende symfonie. Het deel verdween voorgoed uitzicht.
Componist Mark Fitz-Gerald ging in de jaren 2000-2009 aan de slag met zoekgeraakt werk van Sjostakovitsj. Hij haalde onder meer verloren gegane filmmuziek terug (Vriendinnen) en stuitte toen ook op de 321 maten muziek. Hij heeft getracht het deel te voltooien of voor uitvoering gereed te maken. Het werd op 20 november 2006 onder leiding van Gennadi Rozjdestvenski (een groot bewonderaar van de componist) uitgevoerd in Moskou tijdens de Sjostakovitsj-festival. Even later nam Fitz-Gerald, tevens dirigent, het werk zelf op. Qua klankbeeld past de muziek inderdaad beter bij de 10e symfonie, dan bij de zeer ingetogen 9e, die instrumentaal werd.

## Discografie
- Uitgave Naxos: Pools Nationaal Radio-Symfonieorkest